# Kazimierz Olesiak
Kazimierz Piotr Olesiak (ur. 22 lutego 1937 w Hucie Drewnianej) – polski polityk, doktor habilitowany nauk rolniczych i leśnych, działacz ruchu ludowego.
Poseł na Sejm PRL IX kadencji, wiceprezes Rady Ministrów oraz minister rolnictwa, leśnictwa i gospodarki żywnościowej w rządzie Mieczysława Rakowskiego (1988–1989), przez niespełna pół roku (1989–1990) prezes Naczelnego Komitetu Wykonawczego PSL „Odrodzenie”.

## Życiorys
Syn Franciszka i Adeli, pochodzi z rodziny chłopskiej. W latach 1954–1956 pracował jako wychowawca w domu dziecka w Chorzenicach, następnie w 1962 ukończył Szkołę Główną Gospodarstwa Wiejskiego w Warszawie. W 1959 wstąpił do Zjednoczonego Stronnictwa Ludowego, po studiach pracował krótko w aparacie partyjnym Komitetu Wojewódzkiego ZSL w Łodzi, w 1962 został pracownikiem naukowym SGGW. W latach 1963–1967 odbył studia doktoranckie w Polskiej Akademii Nauk, a w 1974 habilitował się w dziedzinie nauk rolniczych i leśnych. W połowie lat 70. pracował jako ekspert Organizacji Narodów Zjednoczonych do spraw Wyżywienia i Rolnictwa (FAO) w Sri Lance, ponadto zajmował stanowiska w aparacie partyjnym ZSL oraz aparacie rządowym m.in. jako doradca i dyrektor gabinetu wiceprezesa Rady Ministrów i zastępca kierownika Wydziału Prezydialnego Naczelnego Komitetu ZSL. Wchodził w skład kierownictwa ZSL, był zastępcą członka Naczelnego Komitetu od kwietnia 1980 do marca 1984, członkiem Naczelnego Komitetu i członkiem Prezydium Naczelnego Komitetu od marca 1984 oraz sekretarzem Naczelnego Komitetu od lipca 1984 do grudnia 1988.
W latach 1982–1984 pełnił funkcję podsekretarza stanu w Ministerstwie Finansów, w latach 1981–1985 sekretarza Rady Gospodarki Żywnościowej Rady Ministrów. W 1985 zasiadł w Sejmie IX kadencji i objął stanowisko przewodniczącego Komisji Rolnictwa, Leśnictwa i Gospodarki Żywnościowej, które pełnił do listopada 1988. W październiku 1988 został powołany na stanowisko wiceprezesa Rady Ministrów, ministra rolnictwa, leśnictwa i gospodarki żywnościowej oraz przewodniczącego Rady Gospodarki Żywnościowej. Funkcje te pełnił do końca istnienia rządu Mieczysława Rakowskiego. Był przedstawicielem strony rządowej w zespole ds. gospodarki i polityki społecznej w czasie obrad Okrągłego Stołu.
Był jedną z czołowych postaci ruchu ludowego w okresie transformacji ustrojowej. Od listopada 1989 do maja 1990 przewodniczył Naczelnemu Komitetowi Wykonawczemu Polskiego Stronnictwa Ludowego „Odrodzenie” (wchodził również w skład Rady Naczelnej), a od maja 1990 był członkiem Rady Naczelnej nowego Polskiego Stronnictwa Ludowego. W latach 1994–1998 pełnił funkcję prezesa Banku Gospodarki Żywnościowej S.A. W 2011 został członkiem honorowego komitetu ds. obchodów jubileuszu 80 lat „Zielonego Sztandaru”.
Odznaczony Złotym Krzyżem Zasługi, Krzyżem Kawalerskim, Oficerskim i Komandorskim z Gwiazdą (1998) Orderu Odrodzenia Polski, Medalem 40-lecia Polski Ludowej oraz odznakami: „Zasłużony dla Miasta Poznania” i „Zasłużony dla Miasta Szczecina”.